# Chevagny-sur-Guye
Chevagny-sur-Guye település Franciaországban, Saône-et-Loire megyében. Lakosainak száma 51 fő (2022. január 1.). Chevagny-sur-Guye Saint-Marcelin-de-Cray, La Guiche, Passy, Saint-Martin-de-Salencey és Le Rousset-Marizy községekkel határos.

## Népesség
A település népességének változása:
| Lakosok száma | 77   | 75   | 74   | 67   | 60   | 53   | 52   | 51   |
|               | 2013 | 2015 | 2017 | 2018 | 2019 | 2020 | 2021 | 2022 |